# Alter Urnenfriedhof (Kiel)

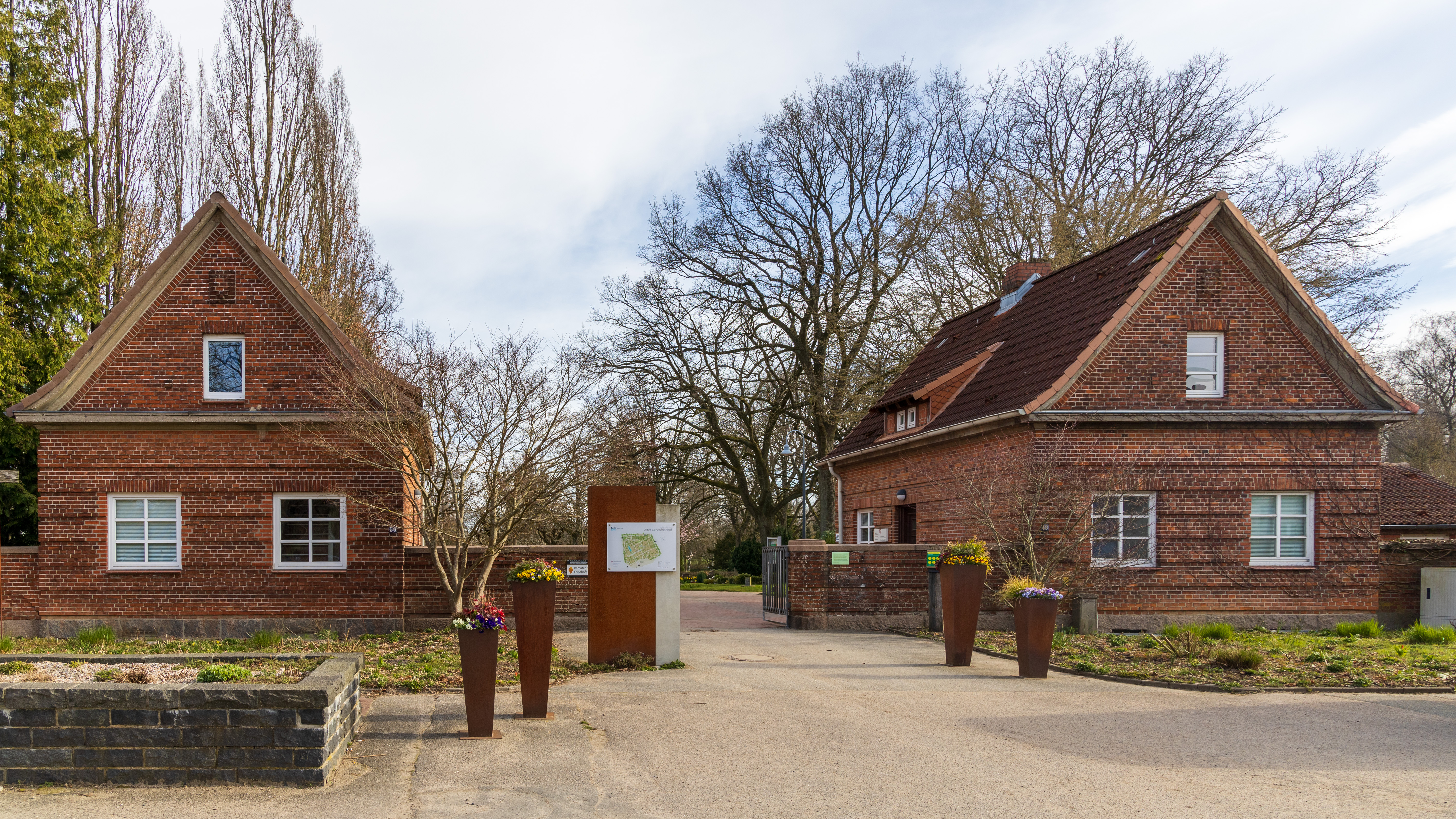
Pförtner- und Gärtnerhaus

Der Alte Urnenfriedhof in unmittelbarer Nachbarschaft des Kieler Parkfriedhofs Eichhof des Kirchenkreises Altholstein in Kiel wurde 1916 eröffnet. Während der Parkfriedhof hauptsächlich auf dem Gebiet der Gemeinde Kronshagen liegt, befindet sich der alte Urnenfriedhof vollständig auf dem Kieler Stadtgebiet. Der Haupteingang befindet sich direkt östlich neben dem Kieler Krematorium. Weitere Eingänge befinden sich am Aschauweg sowie am alten Mühlenweg. Träger des Friedhofs ist die Stadt Kiel.

## Geschichte
Mit der 1911 in Preußen zugelassenen Feuerbestattung war man auch in Kiel bestrebt, ein Krematorium mit Urnenfriedhof einzurichten. Einen entsprechenden Antrag beschlossen die Stadtkollegien am 25. Juni 1912. Daraufhin schrieb der seit 1899 bestehende Feuerbestattungsverein Kiel einen Wettbewerb zur Errichtung eines Krematoriums aus, den der Kieler Architekt Oskar Hoff gewann, der bereits das Krematorium in Kristiania/Oslo erbaut hatte. Nach seinen Entwürfen entstand bis 1916 das Krematorium. Daneben wurde ab 1914 der Alte Urnenfriedhof angelegt. Mit der Fertigstellung der Anlage im Jahre 1916 verlor die Kirche ihr Beerdigungsmonopol in Kiel.
Schon während der Anlage des Alten Urnenfriedhofes gab es ab 1915 Pläne für dessen Erweiterung. Nach dem Ersten Weltkrieg wurde die Anlage in den Jahren 1919 und 1920 nach Plänen des Gartenbauinspektors Hutzig und dann nochmals von 1925 bis 1927 vergrößert. Dabei entstanden von 1925 bis 1927 das Pförtner- sowie das Gärtnerhaus. Letztmals erweitert wurde der Friedhof 1936 in Richtung Norden und Osten. Seither ist er 7,4 Hektar groß. Danach waren die Erweiterungsmöglichkeiten erschöpft, sodass schließlich 1974 auf dem Gelände des ehemaligen städtischen Gartenparks auf der gegenüberliegenden Seite der Eichhofstraße entlang des Eschenkamps ein zweiter 3,2 Hektar großer Urnenfriedhof eingeweiht wurde. Auf einem Teilbereich des alten Urnenfriedhofs stehen der orthodoxen jüdischen Gemeinde ein etwa 500 Quadratmeter großes Flurstück sowie der liberalen jüdischen Gemeinde Kiel ein etwa 250 Quadratmeter großes Flurstück als Begräbnisstätte zur Verfügung.
Der Alte und der Neue Urnenfriedhof liegen unmittelbar neben dem kirchlichen Eichhof-Friedhof.

## Gräber bekannter Persönlichkeiten

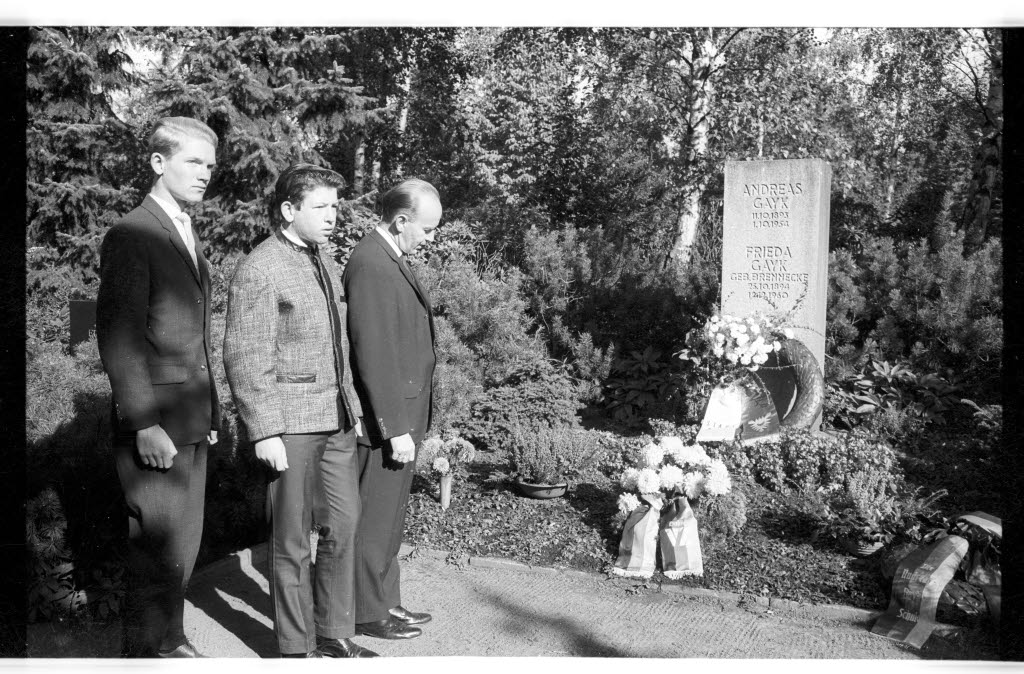
Kranzniederlegung am Grab von Oberbürgermeister Andreas Gayk (1964)

- Wilhelm Spiegel (1876–1933), Politiker, Rechtsanwalt und Notar
- Andreas Gayk (1893–1954), Politiker
- Ida Hinz (1904–1986), Stadtpräsidentin
- Karl Ratz (1897–1961), Politiker

## Kunst und Sehenswürdigkeiten

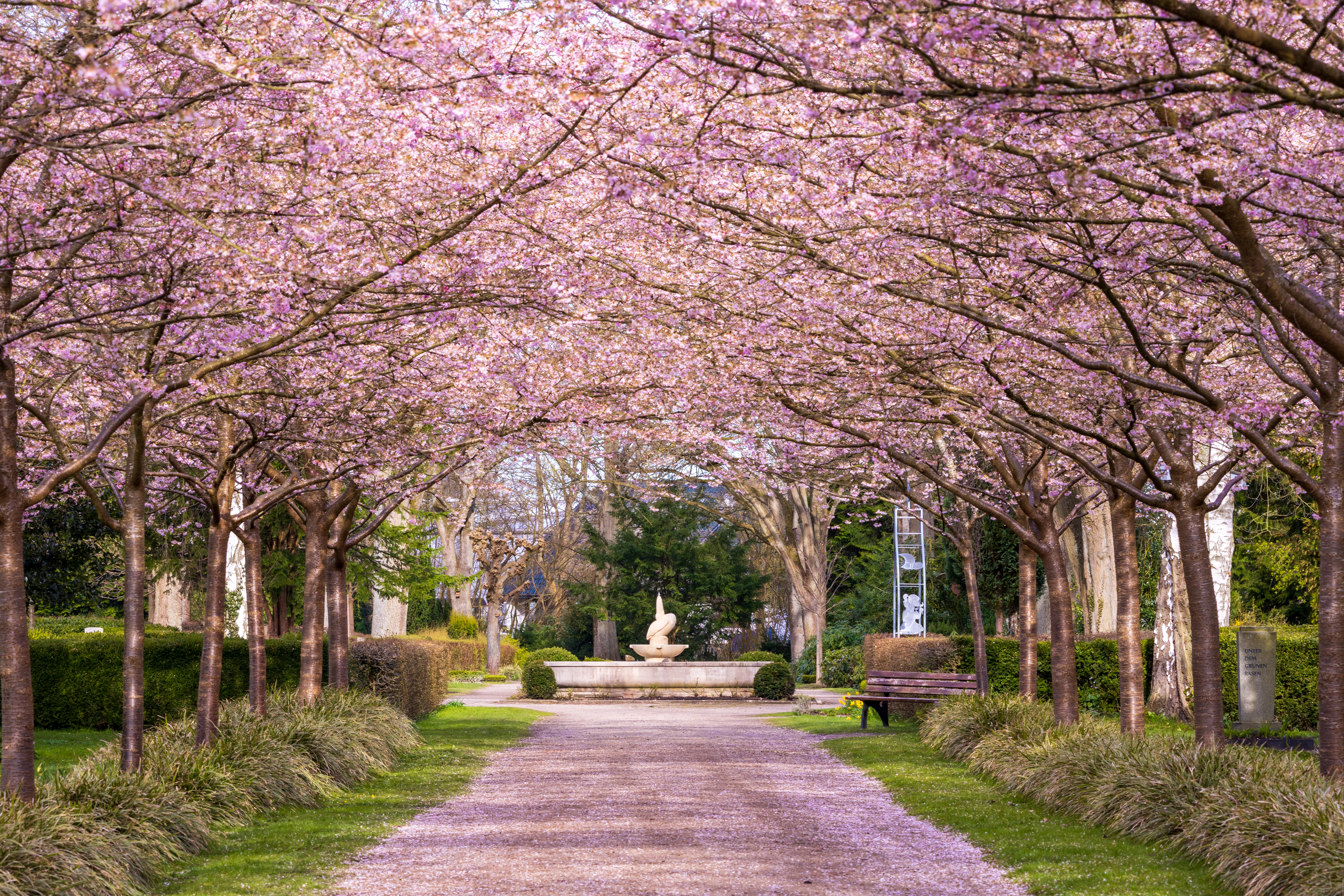
Kirschbaumallee und Pelikan-Skulptur

Die Gräber aus der Gründungsphase sind aufwendiger gearbeitet und zeigen häufig stilisierte Urnen. Sonst sind die Grabstätten eher schlicht gehalten. Die 1949 errichtete Pelikan-Skulptur ist ein Werk des Künstlers Erich Schmidt-Kabul. Auf dem Friedhof wurde 1912 eine Kirschbaumallee (Prunus ‚Accolade‘) angelegt.